# Раннохристиянска базилика (Хисарлъка)
Раннохристиянската базилика на хълма Хисарлъка е епископска и се намира на североизточната част на крепостта Хисарлъка, над съвременния асфалтов път, идващ от града. Разположена е на тераса със северно изложение с панорамен изглед към Кюстендилското поле.
Първото проучване на мястото е дело на академик Йордан Иванов през 1906 – 1912 година. До започването на мащабна реставрация през 2014 година, основите на базиликата са неразличими, обрасли с буйна растителност. През 2014 година мястото ѝ е реставрирано за фестивална сцена.
Въз основа на археологическите проучвания и историческите извори се приема, че базиликата е изградена още в IV век не много дълго след официалното признаване на християнството в Римската империя с Медиоланския едикт от 313 година. Наличието на синтрон в апсидата предполага, че храмът е епископски и по всяка вероятност базиликата е била главен храм и седалище на архиерея на раннохристиянската Пауталийската епископия (IV – VI век). Предполага се, че първоначалната сграда е била разрушена или поне силно увредена по време на великото преселение на народите от края на VI – началото на VII век. След покръстването на България вероятно базиликата е преизградена за главен храм в епископския център Велбъжд, който наследява диоцеза на старата Пауталийска епископия. Епископската църква е унищожена, а крепостта – срината от османските завоеватели на Турахан бей през 1426/27 година по време на наказателен поход. Късноантичната крепост възниква около базиликата. По време на османската власт мястото е обърнато на оброчище „Свети четиридесет мъченици“.